# 大山町 (大分県)
大山町（おおやままち）は、大分県西部に存在した町である。2005年3月22日に日田郡前津江村、中津江村、上津江村、天瀬町とともに日田市へ編入合併し、行政地域としては消滅したが、編入後も「日田市大山町｣として地名は残された。

## 歴史
- 1889年（明治22年）4月1日 - 村制施行により大山村が成立
- 1969年（昭和44年）2月1日 - 町制施行により大山町が成立
- 2005年（平成17年）3月22日 - 前津江村、中津江村、上津江村、天瀬町とともに日田市へ編入合併

## 地理
筑後川の本流にあたる大山川が流れ、松原ダムが設けられている。松原ダムのダム湖は、大山町の特産品に因み「梅林湖」と呼ばれる。湖には遊覧船が就航している。

## 農業への先進的な取り組み
大山町では、政府がまだ米の増産を推進していた1961年に、米作には不適な山地の地理的特性を生かして、作業負担が小さく収益性の高いウメやクリを栽培し、さらに梅干し等に加工して付加価値を高めるNPC（New Plum and Chestnut）運動を開始した。「梅栗植えてハワイに行こう!」というユニークなキャッチフレーズで知られるこの運動は、農家の収益の向上に寄与し、大山町は全国で最も住民のパスポート所持率が高い町になった。この運動は、後の一村一品運動の原点としても知られている。梅栗運動の影響で梅は大山町の基幹産物となり、現在では町内のほとんどの農家で梅が栽培されており、町内にある宿泊温泉物販施設「ひびきの郷」には共同の梅酒工場もある。梅酒の生産販売にはニッカの協力を得ている。中国江蘇省の農場と提携し、蜂蜜や梅の共同生産も行なっている。
大山町ではその後も、2000年に地元産の有機農作物を使ったバイキング形式のレストラン「木の花ガルテン」を町内にオープンするなど、先進的な取り組みを続けている。「木の花ガルテン」の年間購買客数は240万人、年間販売額も安定的に15億円を上回る水準で（2008年度で約55億7000万円）、農家の所得向上に大きく寄与している。人口3600人の町で、1000万円以上の年収の農家は150世帯を越え、年収2000万円の農家もある。

## 姉妹都市
- メギド地区（イスラエル）- 1970年に姉妹協定を締結[7]。キブツを農村つくりの参考にした
- 国見町（大分県）

## 教育

### 中学校
- 大山町立大山中学校

### 小学校
- 大山町立大山小学校
- 大山町立鎌手小学校
- 大山町立都築小学校

## 交通

### 鉄道
町内を鉄道路線は通っていない。最寄り駅は、JR九州久大本線日田駅あるいは、豊後三芳駅。

### 道路

#### 一般国道
- 国道212号
  - 道の駅水辺の郷おおやま

## 名所・旧跡・観光スポット・祭事・催事
- 木の花ガルテン
- 松原ダム

## 出身有名人
- 諫山創（漫画家）[8] - 実家が梅農家でもある